# Policy of Truth
Policy of Truth är en låt av den brittiska gruppen Depeche Mode. Det är gruppens tjugofemte singel och den tredje från albumet Violator. Singeln släpptes den 7 maj 1990 och nådde som bäst 16:e plats på den brittiska singellistan.
Sången handlar om en person som alltid säger sanningen och detta gör att han vecklar in sig i brydsamma situationer. Man skall alltid säga sanningen, men alla sanningar skall inte sägas. "Hide what you have to hide, and tell what you have to tell". 
Musikvideon till "Policy of Truth" regisserades av Anton Corbijn.

## Utgåvor och låtförteckning
Samtliga låtar är komponerade av Martin Gore. 

### 7", Cassette: Mute / Bong19, CBong19 (UK)
1. "Policy of Truth" (5:10)
2. "Kaleid" (4:17)

### 12": Mute / 12Bong19 (UK)
1. "Policy of Truth [Beat Box Mix]" (7:13) (remixed by François Kevorkian)
2. "Policy of Truth [Capitol Mix]" (8:00) (remixed by François Kevorkian)
3. "Kaleid [When Worlds Mix]" (5:22) (remixed by Daniel Miller and George Holt)

### 12": Mute / L12Bong19 (UK)
1. "Policy of Truth [Trancentral Mix]" (5:55) (remixed by The KLF)
2. "Kaleid [Remix]" (4:36) (remixed by Bruce Smith and Sean Oliver)
3. "Policy of Truth [Pavlov's Dub]" (6:02) (remixed by François Kevorkian)

### CD: Mute / CDBong19 (UK)
1. "Policy of Truth [Beat Box Mix Edit]" (6:31)
2. "Policy of Truth [Capitol Mix]" (8:00)
3. "Kaleid [Remix]" (4:36)

### CD: Mute / LCDBong19 (UK)
1. "Policy Of Truth" [Trancentral Mix] (6:00)
2. "Kaleid" [When Worlds Mix] (5:22)
3. "Policy Of Truth" [Pavlov's Dub] (5:51)
4. "Policy Of Truth" [7" Version] (5:08)
5. "Kaleid [7" Version] (4:16)

### CD: Mute / CDBong19X (EU)
1. "Policy of Truth" (5:10)
2. "Kaleid" (4:17)
3. "Policy of Truth [Beat Box Mix]" (7:13)
4. "Policy of Truth [Capitol Mix]" (8:00)
5. "Kaleid [When Worlds Mix]" (5:22)
6. "Policy of Truth [Trancentral Mix]" (5:55)
7. "Kaleid [Remix]" (4:36)
8. "Policy of Truth [Pavlov's Dub]" (6:02)

### CD: Sire/Reprise / 9 21534-2 (US)
1. "Policy of Truth" (5:10)
2. "Policy of Truth [Capitol Mix]" (8:00)
3. "Policy of Truth [Beat Box Mix]" (7:13)
4. "Kaleid [Remix]" (4:36)
5. "Policy of Truth [Pavlov's Dub]" (6:02)